# Heteromys australis
Heteromys australis är en däggdjursart som beskrevs av Thomas 1901. Heteromys australis ingår i släktet Heteromys och familjen påsmöss. IUCN kategoriserar arten globalt som livskraftig.
Inga underarter finns listade i Catalogue of Life. Wilson & Reeder (2005) skiljer mellan tre underarter.
Håren på ovansidan har mörka och ljusa band vad som ger den mörkgråa till svartaktiga pälsen ett prickigt utseende. Dessutom är några taggar iblandade. På armarnas utsida förekommer mörka fläckar. Undersidan och extremiteterna är täckta av gulvit päls. Djurets har små svarta öron. Kännetecknande är dessutom en avplattad hjärnskål. Arten når en kroppslängd (huvud och bål) av 11 till 14 cm och en svanslängd av 12 till 15,5 cm. Bakfötterna är cirka 3,5 cm långa och öronen är 1,5 till 2 cm stora. På svansen förekommer bara några glest fördelade hår.
Denna gnagare förekommer i norra Colombia samt i angränsande områden av Ecuador och Panama. En liten isolerat population finns i Venezuela. Arten vistas i låglandet och i bergstrakter upp till 2500 meter över havet. Heteromys australis lever i olika fuktiga habitat.